# Salvatore Albano
Salvatore Albano (Oppido Mamertina, 27 maggio 1839 – Firenze, 13 ottobre 1893) è stato uno scultore italiano.

## Biografia
Figlio di Vincenzo e Teresa Condò. Sin da giovane manifestò il suo grande talento dedicandosi alla scultura lignea, nel 1858, grazie ad una sottoscrizione di alcuni suoi concittadini che ne riconobbero le doti artistiche, all'età di 19 anni, si trasferì da Oppido Mamertina a Napoli dove frequentò lo studio dello scultore Giuseppe Sorbilli, e successivamente all'Accademia di Belle Arti sotto la guida di Tito Angelini, divenendo ben presto il suo allievo prediletto. Di questo periodo iniziale è l'opera Cavaliere.
Nel 1864 realizzò un gruppo marmoreo del Conte Ugolino, che espose alla Promotrice Napoletana, assieme al nudo femminile Lacrime e fiori. Il gruppo marmoreo, acquistato dal marchese Agostino Sergio di Napoli ne consacrò la notorietà.
Nel 1865,con l'opera  Davide che suona la cetra per calmare Saul, risultò terzo al pensionato governativo di Roma. Vincitore morale di quell'edizione, il suo terzo posto creò una forte polemica nell'ambiente artistico dell'epoca tanto che il Principe Umberto, come segno di stima, gli diede l'incarico di scolpire un Mosè sdegnato che spezza le tavole della legge, quest'opera si può ammirare al museo nazionale di Capodimonte a Napoli. Nello stesso anno conseguì il primo premio dell'Accademia di Napoli con l'opera Cristo nell'Orto e due anni dopo vinse il primo premio al pensionato di Roma con il Caino.
Nel 1869 si trasferì a Firenze, aprì un'importante bottega e fu docente dell'Accademia di Belle Arti del capoluogo toscano, qui vennero alla luce le sue opere più importanti.
Memore dell'aiuto datogli dai suoi concittadini,  aveva dato vita alla "Fondazione Albano" con lo scopo di elargire aiuti finanziari ai giovani calabresi talentuosi ma privi di risorse. Dopo la sua morte però, a causa di dispute ereditarie, il sogno, purtroppo, fallì. Morì a Firenze nel 1893.

## Opere

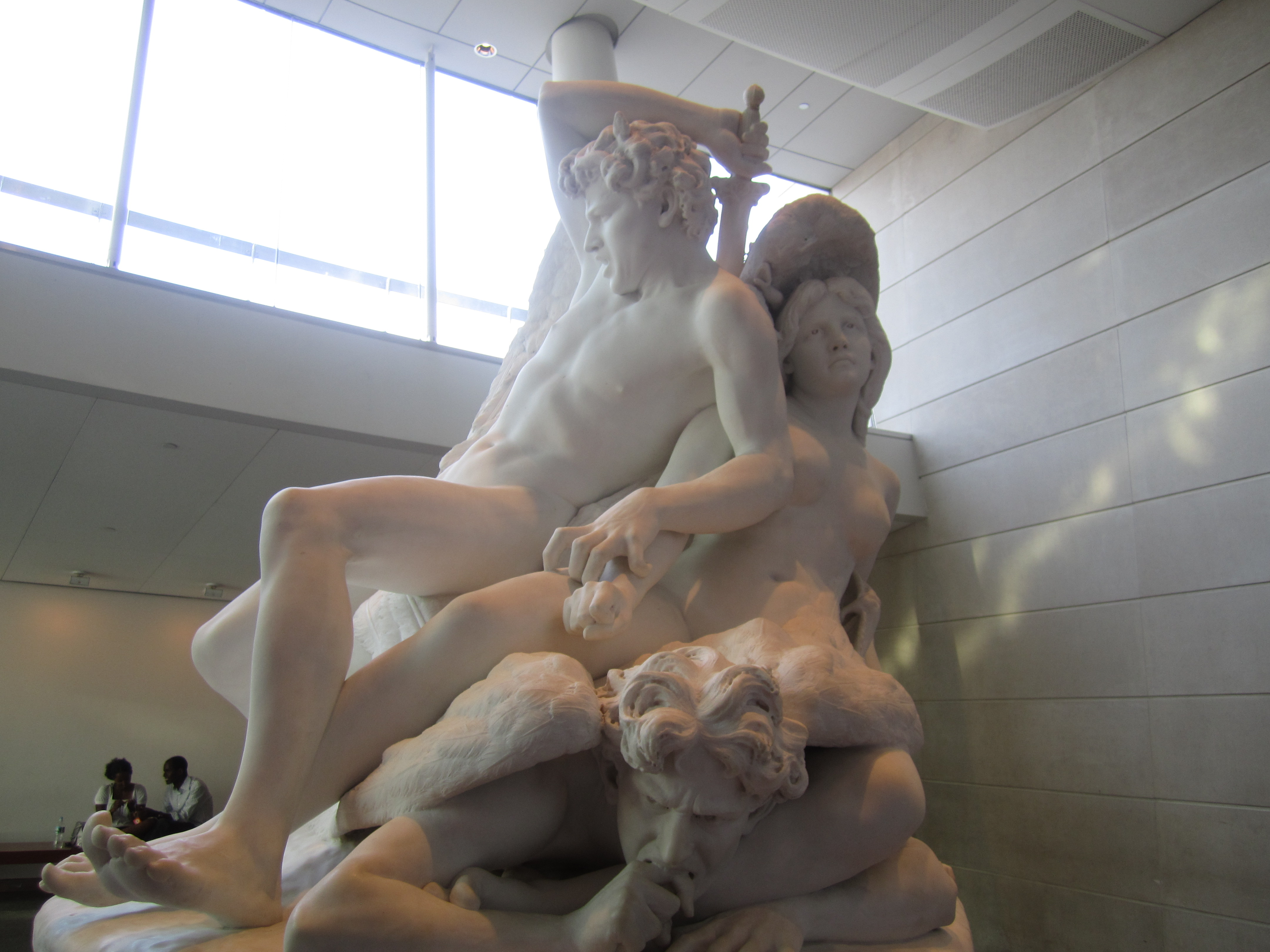
Gli Angeli Ribelli, Brooklyn Museum

- Monumento al gen. Mac Gregor (Cattedrale di San Paolo, Londra);
- Arianna abbandonata (1870);
- Genio di Michelangelo (1872), opera replicata per un museo londinese;
- Venere mendicante, monumento al deputato Frascara, Alessandria (1873);
- Amore e Psiche
- Il sonno felice, opera riprodotta per Boston;
- Gli angeli ribelli, Brooklyn Museum[3];
- Cristo in Croce esposta al Salon di Parigi, quest'opera ispirò un sonetto di Angelo De Gubernatis;
- Margherita;
- Riposo di Ninfa (1884), Museo delle belle arti di Montreal;
- Rebecca opera in bronzo, Filadelfia;
- Monumento Ruva, Ancona;
- Genio della rimembranza, opera commissionata da James Gordon Bennett Sr..

Nel 1878 ottenne la Medaglia d'Oro al Salon di Parigi con la statua di Vanni Fucci opera esposta ora al Metropolitan Museum di New York.
Nyack, New York—now called the Edward Hopper House Art Center
Angelo De Gubernatis nel suo noto Dizionario biografico degli scultori contemporanei (1879) scrive dello scultore oppidese: "La genialità, la disinvoltura, la naturalezza, distinguono particolarmente l'opera di questo scultore potente, rapido nel concepire, ugualmente pronto nell'eseguire, capace di forza e di grazia nella stessa misura (...) la sua scultura è invidiabile perché dà alle carni modellate una singolare trasparenza."
A Oppido Mamertina si conservano diverse sue opere. Nel cimitero il "Busto bronzeo della madre", un  "Monumento funebre", "Un Basso rilievo con l'angelo", la "Statua di un angelo"; L'orfanella e un busto al vero, autoritratto dello stesso Albano collocato in Piazza Umberto I grazie all'interessamento dello scultore Concesso Barca, nipote dell'artista.